# Varáhamihira
Varáhamihira (505, Udždžain – 587, Udždžain) byl indický astronom, astrolog a matematik. 
Předpokládá se, že řada astronomických pasáží v jeho díle je nepůvodních a pochází ze starého Řecka. Vzhledem k tomu, že se mnoho starořeckých textů ztratilo, je jeho dílo považováno za pozoruhodný zdroj pro rekonstrukci předptolemaiovské řecké astronomie. 
Dochovalo se deset jeho prací. Pro dějiny vědy je zdaleka nejdůležitější Pañcasiddhātikā (Pět pojednání), jež se věnuje Slunci, Měsíci a planetám. Brhatsambitā, Samāsasamhitā a Vatakanikā jsou věnovány věštění, Brhajjātaka, Laghujātaka, Brhadyātrā, Yogayātrā, Tikanikāyātrā a Vivāhapatala astrologii, zejména jejímu využití pro vojenské účely.